# خرمالوی ریجیدا
خرمالوی ریجیدا (نام علمی: Diospyros rigida) نام یک گونه از سرده خرمالو است.